# 韩国林蛙
韩国林蛙（学名：Rana coreana），一种分布于朝鲜半岛和中国山东省等地区的两栖动物，隶属于蛙科蛙属。2002年，中国研究人员根据采集自山东昆嵛山的标本描述发表一新种昆嵛林蛙（Rana kunyuensis），2015年被认定为本种的次定同物异名。

## 形态特征
韩国林蛙雄蛙体长40.9毫米左右，雌蛙体长44.8毫米左右。身体背面雌蛙呈淡橘黄色而雄蛙为灰黄色，无斑纹或甚少；上颌缘至前肢基部有一条醒目的金黄色细条纹；雄蛙腹部白色，无斑，雌蛙腹面具棕红色碎斑，四肢腹面均呈肉红色。